# Ikarus 282
Ikarus 282 — городской сочленённый среднеприводный автобус особо большой вместимости, выпускавшийся с 1976 по 1978 год венгерской фирмой Ikarus. В отличие от 280, 282 удлинён на 1,5 метра и имеет три окна между третьей и четвёртой дверью во второй секции.

## Эксплуатация

### Будапешт
В 1977 году компания BKV приняла для опытной эксплуатации новейшую разработку завода Ikarus — прототип сочленённого автобуса Ikarus 282. Через несколько дней автобус с номерным знаком GC-96-10 был возвращён на завод из-за проблем, а 5 августа 1977 года автобус был возвращён компании BKV с номерным знаком GC-96-17, после чего началась тестовая эксплуатация.
В июне 1979 года компания BKV закупила ещё 5 автобусов Ikarus 282. На предприятие изначально поступило только 4 автобуса, а пятый прибыл лишь в ноябре 1980 года. Автобусы имели номерные знаки GE-04-50—GE-04-54 и, в основном, обслуживали маршруты 144 и 61E.
В 1980 году прототип Ikarus 282 был возвращён на завод. Дальнейшая судьба автобуса неизвестна. В ноябре 1983 года три других автобуса были переданы в VOLÁN 5 (позднее — Szabolcs Volán), а с апреля 1985 по август 1989 года последний Ikarus 282 работал в Будапеште на маршруте 61E.
Основываясь на опыте тестового пробега, компания BKV отказалась от дальнейших закупок Ikarus 282, потому что, несмотря на более мощный двигатель, чем у 280, движение Ikarus 282 всё равно было медленным, а длина часто вызывала проблемы.

### Ньиредьхаза
В 1983 году компания VOLÁN 5 (позже переименованная в Szabolcs Volán) приобрела два поддержанных Ikarus 282 в Будапеште у BKV, а в 1985 году — один автобус. Двое из автобусов были списаны, соответственно, в 1986 и 1987 годах. В 1989 году был приобретён также автобус, который ранее принадлежал Вооружённым силам Венгрии. Он эксплуатировался до 1995 года.

### Печ
В конце 1979 года компания Pécs Public Transport Co. приобрела Ikarus 282, который эксплуатировался до 1994 года.

### Volánbus
Volánbus приобрёл два автобуса Ikarus 282: один в марте 1979 года, а другой в марте 1982 года. Автобусы были списаны в 1987 и 1992 годах, соответственно.

## Сводная таблица
| Тип                    | Начало эксплуатации | Оригинальный номерной знак | Новый номерной знак | Эксплуатация               | Примечания |
| Опытный экземпляр      | Опытный экземпляр   | Опытный экземпляр          | Опытный экземпляр   | Опытный экземпляр          | Опытный экземпляр |
| ---------------------- | ------------------- | -------------------------- | ------------------- | -------------------------- | --- |
| 282.K1                 | 5 августа 1977      | GC-96-10                   | GC-96-17            | BKV, Cinkota               | В 1980 году автобус был возвращён на завод. |
| 282.00 (5 экземпляров) |                     |                            |                     |                            | |
| 282.00                 | 9 июня 1979         | GE-04-50                   | BU-04-50            | BKV, Cinkota               | В апреле 1985 года он был передан в Szabolcs Volán, а в 1987 году он был списан. |
| 282.00                 | 9 июня 1979         | GE-04-51                   | BU-04-51            | BKV, Cinkota               | В ноябре 1983 года автобус был передан в Szabolcs Volán, а в 1986 году он был списан. |
| 282.00                 | 9 июня 1979         | GE-04-52                   | BU-04-52            | BKV, Cinkota               | В ноябре 1983 года автобус был списан. |
| 282.00                 | 9 июня 1979         | GE-04-53                   | BU-04-53            | BKV, Cinkota               | В ноябре 1983 года он был передан в Szabolcs Volán, а в 1987 году он был списан. |
| 282.00                 | 26 ноября 1980      | GE-04-54                   | BU-04-54            | BKV, Cinkota               | В августе 1989 года автобус был списан. |
| 282.01 (2 экземпляра)  |                     |                            |                     |                            | |
| 282.01                 | 1979                | HG-12-42                   | BX-11-66 AVE-345    | Вооружённые силы Венгрии   | В 1979 году автобус поступил в Познань, а затем он был передан Вооружённым силам Венгрии. В 1989 году автобус был передан в Szabolcs Volán, а с 1991 года автобус имел номерной знак AVE-345 до своего списания в 1995 году. |
| 282.01                 | 1979                |                            |                     | Вооружённые силы Венгрии   | В 1989 году автобус поступил на предприятие Trans-Tour. |
| 282.02 (3 экземпляра)  |                     |                            |                     |                            | |
| 282.02                 | Март 1979           | GF-23-67                   | BU-36-67            | Volánbusz                  | В мае 1987 года автобус был списан. |
| 282.02                 | Март 1979           | GF-23-68                   | BU-36-68            | Volánbusz                  | В мае 1987 года автобус был списан. |
| 282.02                 | Март 1980           | GF-31-96                   | BU-36-69            | Volánbusz                  | В августе 1992 года автобус был списан. |
| 282.23 (1 экземпляр)   |                     |                            |                     |                            | |
| 282.23                 | Декабрь 1979        | GF-31-97                   | BZ-11-72 BPV-053    | Pécsi Tömegközlekedési Rt. | В декабре 1994 года автобус был списан. |

## Заводские модификации
| Модификация | Год  | Эксплуатация   | Экземпляров | Двигатель          | Трансмиссия      | Формула дверей  |
| ----------- | ---- | -------------- | ----------- | ------------------ | ---------------- | --------------- |
| 282.K1      | 1976 | BKV            | 1           | Rába-MAN D2156HM6U | Renk Doromat 873 | 4+4+4+4         |
| 282.00      | 1978 | BKV            | 5           | Rába-MAN D2356HM6U | Prága 2M70       | 4+4+4+4         |
| 282.01      | 1978 | Советский Союз | 2           | Rába-MAN D2356HM6U | ZF S6 90U-709    | 4+0+4+0 2+4+0+4 |
| 282.02      | 1978 | Volán          | 3           | Rába-MAN D2356HM6U | ZF S6 90U-709    | 2+4+0+4         |
| 282.23      | 1979 | Печ            | 1           |                    |                  | 4+0+4+4         |